# ネイルチップ

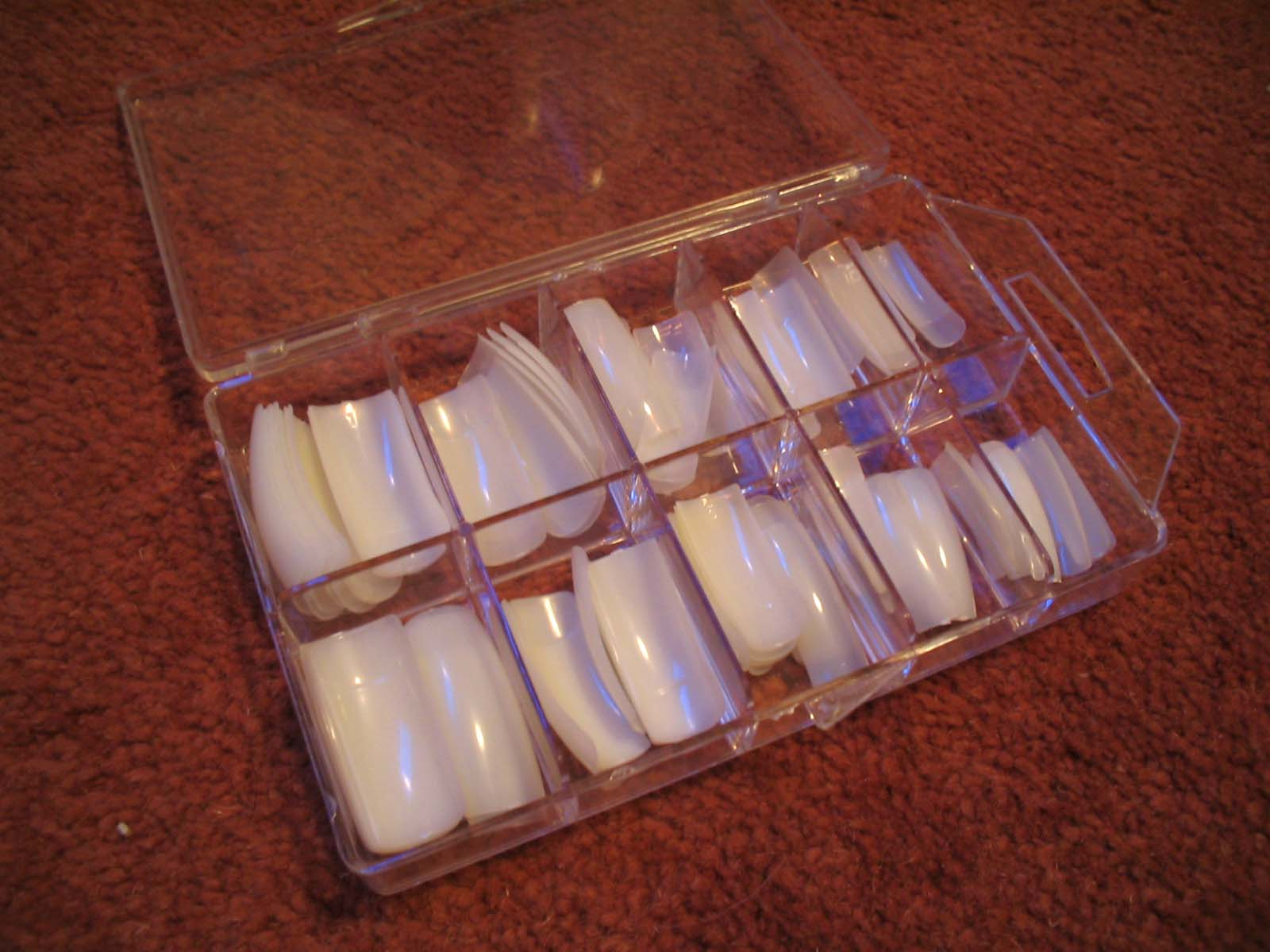
（ネイルチップの例）
ハーフウェルチップ：自爪との接着面が半分以下程度で、接着後に、スカルプチュア素材で繋ぎ目ごと上から覆うタイプのネイルチップ

ネイルチップ（英：nail tip(s)）とは、両面テープや接着剤で爪に貼り付ける「付け爪」のことである。ネイルアートの素材または完成品の一種。

## 概要
材質は合成樹脂製が一般的だが、木製や金属製のものもある。
手軽に爪の長さを出したり形状を美しくすることが出来る反面、スカルプチュアのような接着強度では劣る。普段は爪を長く伸ばせない人などが一時的なものとして使用したり、スカルプチュアの下地として使用することで施術時間の短縮と仕上がり形状の一定化が図れるため、特に欧米のネイルサロンでは、低施術料金に反映されている。
市販のネイルチップには、剥離紙をはがす手間なく、爪に押し付ければすぐに装着できる粘着剤つきのワンタッチタイプや最初から接着剤が付いているネイルチップもあり、また、繰り返し使用できるネイルチップ用の接着剤もある。それら市販品には、国内生産品のみならず、低価格な海外生産品などもある。

## 主な種類

### プレーンチップ
無地で自分の好きなネイルアートを施したり、上からスカルプチュア素材で覆い、仕上げのベースとして用いることの出来るもの。
全体の長さ、幅、横方向のカーブ、縦方向のカーブ、先端（フリーエッジ）の形状、自爪と接着できる部分（コンタクトゾーン）の長さ、そのコンタクトゾーンの為のえぐれの有無、などにより様々な種類のものがある。因みに、ネイルサロンで、その場で装着を施す場合に用いられるチップは、客の自爪とのサイズ・カーブ合わせや装着を行なう際に、ネイリストが先端側を持ちやすいように、長いチップを用い、長さの調整は後からカッターで短くするのが普通である。

### アートチップ
すでにアートが施されたネイルチップ。

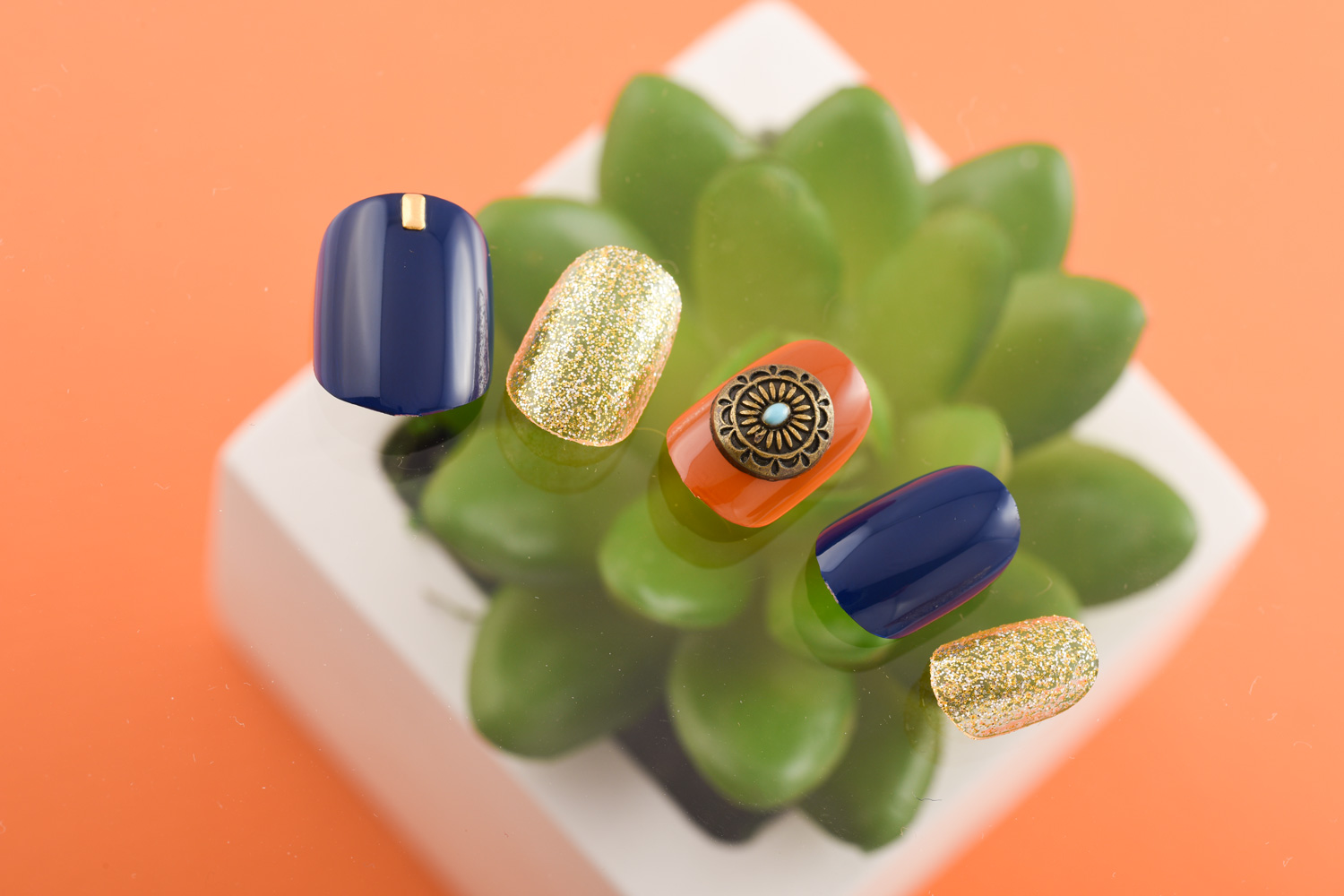
すでに模様や色が施されたネイルチップ。

低価格で普及グレードのものとして、既に工場で生産されたネイルチップがドラッグストアや化粧品を扱う小売店の多くで販売されている。一方、高価格でオーダーメイドのものとしては、ネイルサロンなどでメニュー化されているブライダルチップと呼ばれるネイルチップが代表的なものである。

## トラブル
利用が広がるにつれ健康に関わるトラブルの発生もみられ、国民生活センターは『つけ爪による危害－かぶれ、やけど、カビが生えることも－』として注意を呼びかけている。また、ネイルチップを付ける際の接着剤使用に際して、あやまって皮膚に付き、火傷を発症したケースもあり、被害を受けた女性が、消費者庁に対し、当該製品を販売した業者への行政指導・処分とを求める措置請求を行うとしていることが報道された。